# Ґрант Брітс
Ґрант Брітс  (англ. Grant Brits, 11 серпня 1987) — австралійський плавець, олімпійський медаліст.

## Виступи на Олімпіадах
| Олімпіада  | Дисципліна                      | Місце |
| ---------- | ------------------------------- | ----- |
| Пекін 2008 | естафета 4 × 200 вільним стилем | 3     |